# (7277) Klass
(7277) Klass ist ein Asteroid des Hauptgürtels, der vom US-amerikanischen Astronomen Edward L. G. Bowell am 4. September 1983 an der Anderson Mesa Station (IAU-Code 688) des Lowell-Observatoriums in Coconino County entdeckt wurde.
Der Himmelskörper wurde am 2. Februar 1999 nach dem US-amerikanischen Elektroingenieur und Journalisten Philip J. Klass (1919–2005) benannt, der mehr als 30 Jahre für das Magazin Aviation Week and Space Technology arbeitete und einer der bekanntesten UFO-Skeptiker der USA war.